# Locika vytrvalá
Locika vytrvalá (Lactuca perennis) je vytrvalá bylina z čeledi hvězdnicovitých. Je rozšířena ve většině střední a jižní Evropy.

## Popis

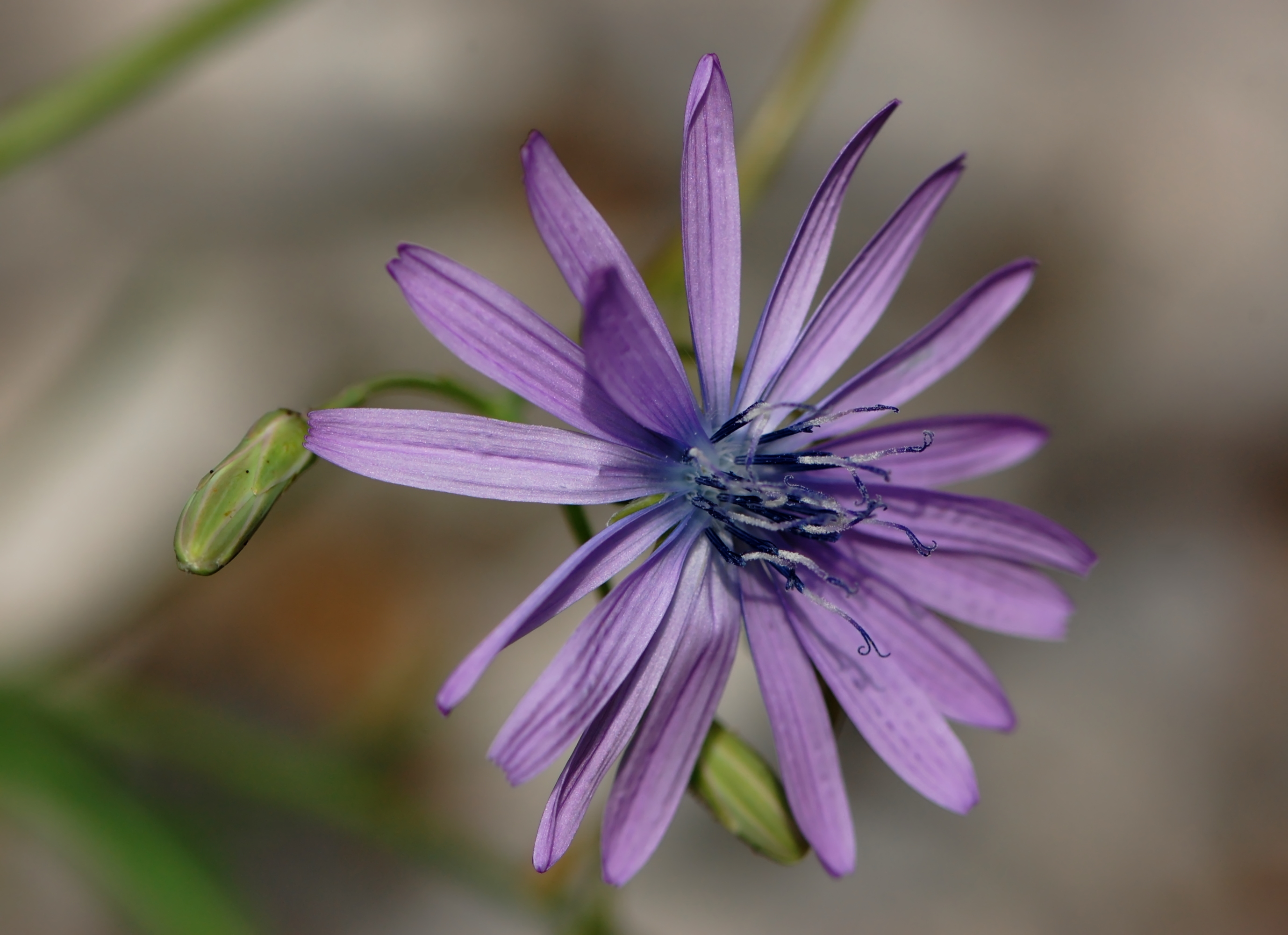
Květ lociky vytrvalé

Locika vytrvalá dorůstá 0,3 až 0,6 metrů a kvete mezi květnem a červnem. Barva květu lociky vytrvalé může být bílá, modrá a modrofialová.